# Dave Hunter
David P. „Dave“ Hunter (* 1. Januar 1958 in Petrolia, Ontario) ist ein ehemaliger kanadischer Eishockeyspieler, der über 800 Spiele für die Edmonton Oilers, Pittsburgh Penguins und Winnipeg Jets in der National Hockey League bestritt. Den Großteil seiner Karriere verbrachte der linke Flügelstürmer bei den Oilers, mit denen er erst in der World Hockey Association auflief und nach dem Wechsel in die NHL in den Jahren 1984, 1985 und 1987 den Stanley Cup gewann.

## Karriere
Dave Hunter spielte in seiner Jugend unter anderem für die Petrolia Jets in seiner Geburtsstadt, bevor er zur Saison 1975/76 zu den Sudbury Wolves in die Ontario Major Junior Hockey League wechselte, die höchste Nachwuchsspielklasse seiner Heimatprovinz. Während seiner Juniorenzeit nahm er mit der kanadischen U20-Nationalmannschaft an der Junioren-Weltmeisterschaft 1977 teil und gewann dort mit dem Team die Silbermedaille. Im NHL Amateur Draft 1978 wurde er an 17. Position von den Canadiens de Montréal ausgewählt, nachdem er in der abgelaufenen Spielzeit je 44 Tore und Assists in 68 Spielen für Sudbury erzielt hatte. Im Juni 1978 statteten ihn allerdings die Edmonton Oilers aus der World Hockey Association (WHA) mit einem Vertrag aus, sodass der Flügelstürmer vorerst in der WHA statt in der National Hockey League (NHL) auflief. Seine erste Saison in der Konkurrenzliga der NHL markierte zugleich deren letzte, sodass er mit den Oilers in die NHL wechselte, wobei sich Edmonton seine Spielerrechte von Montréal im Rahmen des NHL Expansion Draft 1979 sicherte.
In der Folge war Hunter über acht Jahre für die Oilers in der NHL aktiv und gewann mit dem Team in den Playoffs 1984, 1985 und 1987 den Stanley Cup. Er wurde dabei für seine physische Spielweise geschätzt, so verzeichnete er in drei Spielzeiten mehr als 100 Strafminuten, erzielte aber zugleich bessere Offensivstatistiken als die klassischen Enforcer des Teams. In der Saison 1983/84 erreichte er mit 48 Scorerpunkten aus 80 Spielen den Bestwert seiner Karriere. Am vierten Playoff-Erfolg, den Edmonton 1988 feierte, hatte der Kanadier keinen Anteil mehr, da er im November 1987 in einem mehrere Spieler umfassenden Tauschgeschäft an die Pittsburgh Penguins abgegeben wurde. Mit ihm wechselten der spätere Hall-of-Famer Paul Coffey sowie Wayne Van Dorp nach Pittsburgh, während die Oilers Craig Simpson, Dave Hannan, Moe Mantha and Chris Joseph erhielten.
Bei den Penguins beendete Hunter die Saison, bevor er als Ausgleich dafür, dass die Penguins Dave Hannan im NHL Waiver Draft von den Oilers verpflichteten, im Oktober 1988 zurück nach Edmonton transferiert wurde. Ebenfalls über den Waiver Draft gelangte er in der Folge noch am gleichen Tage zu den Winnipeg Jets, bei denen er nur wenige Monate aktiv war, bevor er im Januar 1989 ein drittes Mal – dieses Mal über den Waiver – zu den Oilers zurückkehrte. Dort beendete der Angreifer schließlich nach der Saison 1988/89 seine aktive Karriere, in der er insgesamt 851 Spiele absolviert und dabei 363 Scorerpunkte sowie 1127 Strafminuten verzeichnet hatte.

## Erfolge und Auszeichnungen
- 1977 Silbermedaille bei der Junioren-Weltmeisterschaft
- 1984 Stanley-Cup-Gewinn mit den Edmonton Oilers
- 1985 Stanley-Cup-Gewinn mit den Edmonton Oilers
- 1987 Stanley-Cup-Gewinn mit den Edmonton Oilers

## Karrierestatistik

### International
Vertrat Kanada bei:
- Junioren-Weltmeisterschaft 1977

(Legende zur Spielerstatistik: Sp oder GP = absolvierte Spiele; T oder G = erzielte Tore; V oder A = erzielte Assists; Pkt oder Pts = erzielte Scorerpunkte; SM oder PIM = erhaltene Strafminuten; +/− = Plus/Minus-Bilanz; PP = erzielte Überzahltore; SH = erzielte Unterzahltore; GW = erzielte Siegtore; 1 Play-downs/Relegation; Kursiv: Statistik nicht vollständig)

## Persönliches
Seine jüngeren Brüder Dale und Mark Hunter waren als Eishockeyspieler ebenfalls über viele Jahre in der NHL aktiv.